# Lipofuscina

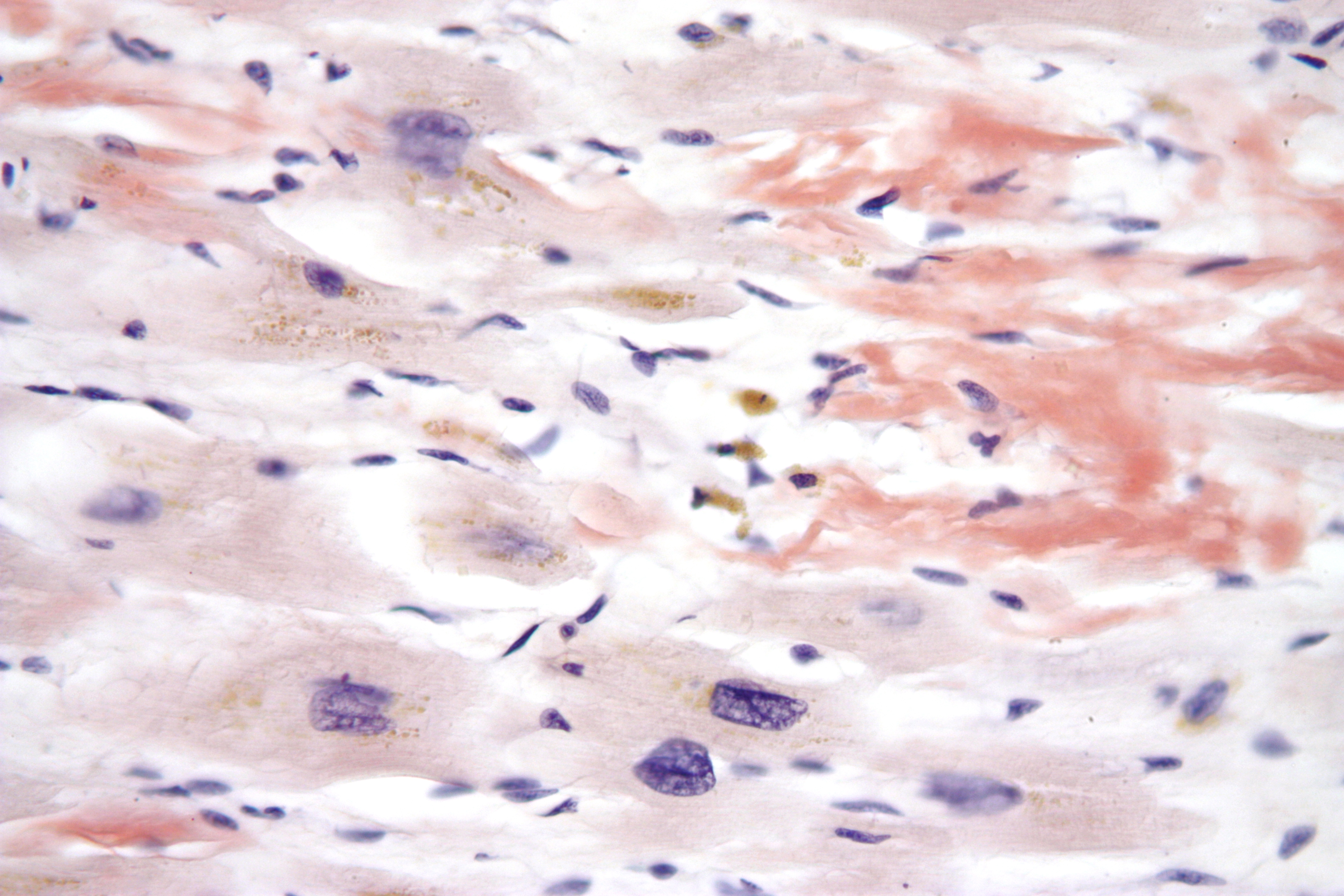
Grânulos amarelo-marrom de lipofuscina em células musculares do coração.

Lipofuscina é um pigmento depositado na célula que serve para detectar o tempo de vida celular. Ela está presente em células que não se multiplicam muito e têm vida longa, como as musculares do miocárdio e os neurônios. Normalmente, quanto mais lipofuscina presente, mais velha é a célula.

## Composição
A lipofuscina é um pigmento fino, castanho-dourado, constituído por fosfolípidos e proteínas, que resulta da digestão incompleta dos glóbulos sanguíneos danificados (resíduos celulares). É provavelmente o produto da oxidação de ácidos graxos insaturados, e podem ser sintoma de danos na membrana, da mitocôndrias ou dos lisossomas. Além de um grande teor de lipídios, a lipofuscina  pode conter açúcares e metais, incluindo o mercúrio, alumínio, ferro, cobre e zinco.

## Patologia
O acúmulo patológico de lipofuscina está associada a doença de Alzheimer, doença de Parkinson, esclerose lateral amiotrófica, certas doenças lisossómicas, acromegalia, atrofia por desnervação, miopatia lipídica ou centronuclear, doença pulmonar obstrutiva crónica e melanose coli.